# هيديو هاياشي (سياسي)
هيديو هاياشي (باليابانية: 林英夫) (و. 1949 – م) هو مذيع، وسياسي، وصحفي، من اليابان، ولد في أوساكا.

## التعليم
تعلم في جامعة كانسي كاكوين ‏.